# 데니소바인

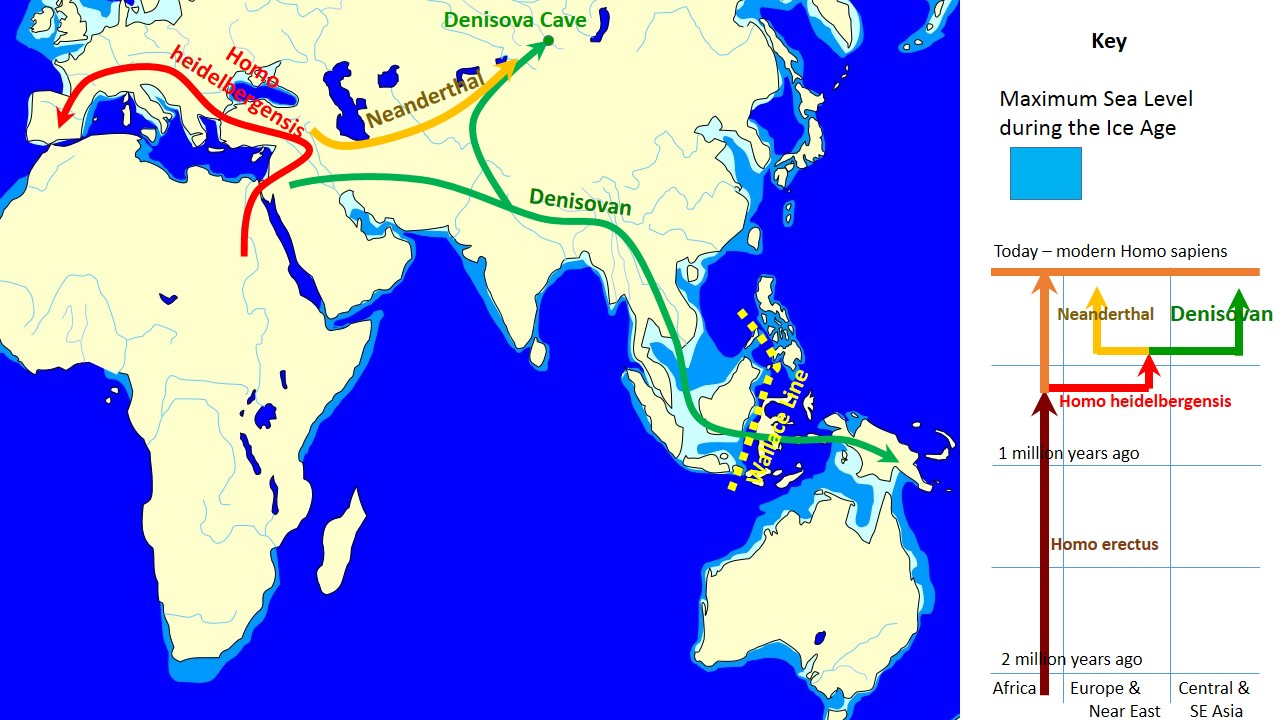
데니소바인의 진화계통과 이동. 맨 오른쪽 녹색 화살표가 데니소바인이다.

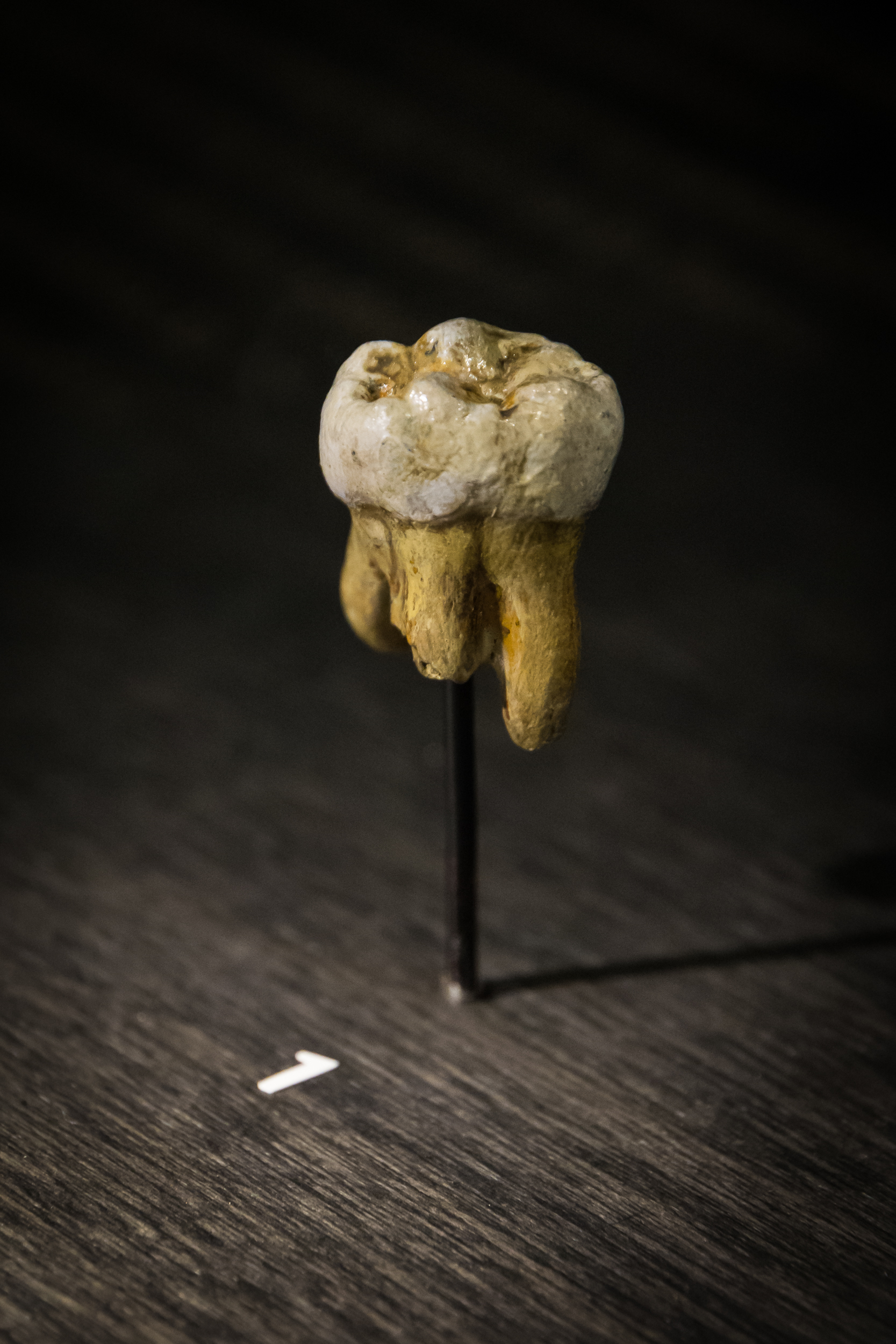
데니소바인 성인의 어금니 화석

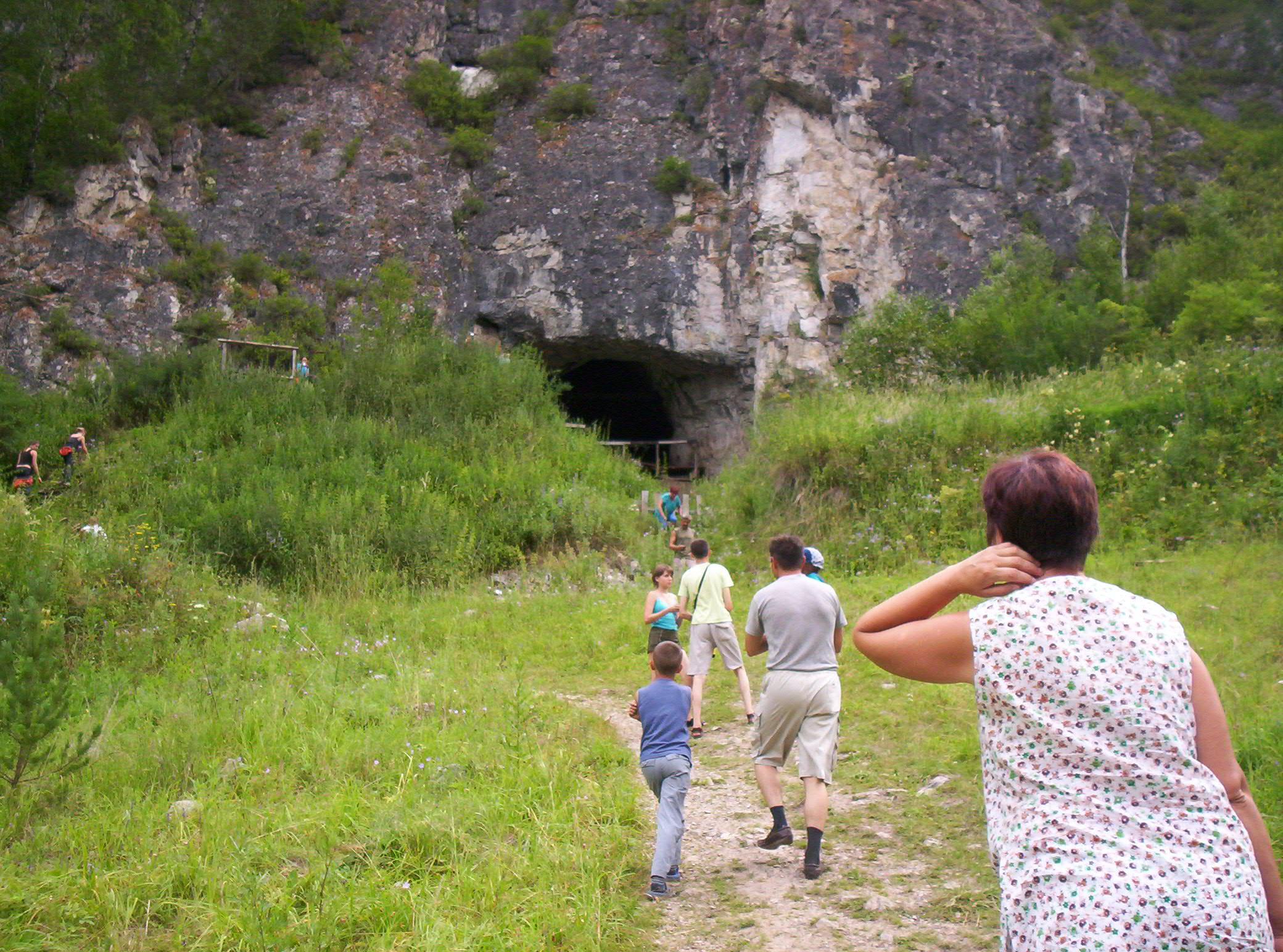
러시아의 데니소바 동굴

데니소바인(영어: Denisovan, Denisova hominin)은 신생대 제4기 플라이스토세 후기에 살던 화석 인류의 하나로서 2008년 7월에 러시아 알타이 변경주 솔로네셴스키 라이온 알타이산맥에 위치한 데니소바 동굴에서 41,000년 전의 손가락뼈와 어금니 화석이 발견되면서 알려졌다. 43만년 전부터 2-3만년 전 경까지 시베리아와 우랄 산맥, 알타이산맥, 동남아시아 지역에서 생존했다고 추정된다. 현생인류 및 네안데르탈인, 호모 플로레시엔시스 등과는 별도로 생존했던 고생인류의 일종으로, 데니소바 동굴에서 발견된 치아 화석 및 다리뼈 화석, 오스트레일리아 원주민 일부의 유전자 검사를 통해 그 존재가 확인되었다.
2008년 7월, 시베리아의 알타이산맥에 위치한 데니소바 동굴에서 30~50세 가량으로 추정되는 손가락뼈, 치아 화석 및 다리뼈 일부 화석이 처음 발견되었다. 미토콘드리아 DNA 검사 결과 2010년 이후 현생인류와는 상이한 점이 발견되었으며 네안데르탈인과 가까운 점이 발견되었다. 2011년에는 데니소바 근처의 다른 동굴에서는 4만년 전의 네안데르탈인으로 추정되는 발가락 화석도 발견되었다.
처음에 동굴곰의 뼈로 인식했던 처음 발견된 새끼손가락뼈는 6~7살 정도의 여자 어린이로 확인되었다. 다리뼈 일부와 어금니 화석은 성인의 것으로 밝혀졌다. 유전자 검사 결과 미토콘드리아 DNA에 따르면 네안데르탈인과 현생 인류와 관련이 있으며 공통조상은 약 100만년 전에 있었던 것으로 확인되었다. 호모 하이델베르겐시스의 후예이자 네안데르탈인과 근연종으로 추정되며, 네안데르탈인, 현생인류와 동시대에 산 것으로 보이며 서로 교배도 한 것으로 보인다. 기원전 6만년 경 이후에 유라시아로 이동한 현생인류 중에 데니소바인이 흡수되었고, 동남아시아로 이주한 것으로 추정된다. 실제 라오스 북부의 한 동굴에서 164,000년에서 131,000년 전에 사망한 것으로 보이는 데니소바인 소녀의 것으로 추정되는 어금니들이 발견되었다. 이는 시베리아 밖에서 발견된 두 번째 데니소바인의 화석이다. 한편 시베리아에 남아있던 데니소바인은 2-3만년 전에 사멸된 것으로 추정된다. 그리하여 현재 멜라네시아인들과 오스트레일리아 원주민인 애보리지니들의 DNA 중 6%가 이들로부터 유래한 것으로 보인다. 이 새로운 화석인류는 인류가 아프리카에서 이주해 나오면서 생긴 것으로 보이며, 아프리카에서 나온 호모 에렉투스와도 모종의 관련이 있는 듯 해 보인다.
한편 데니소바인의 유전자가 존재하는가 여부를 두고 논란이 발생, 각지의 현생인류의 유전자를 검색하던 중 파푸아뉴기니와 솔로몬 제도 등에 거주하는 일부 멜라네시아인들에게서 데니소바인의 유전자가 발견되기도 했다.
현생인류 및 네안데르탈인, 호모 솔로엔시스 이외에도 시베리아에서 존재했던 미지의 인류라는 점에서 한때 화제가 되기도 했다. 가까운 근연종은 네안데르탈인과 그들의 공통조상으로 추정되는 호모 하이델베르켄시스이다. 2013년 12월 4일에는 에스파니아의 시마 동굴에서 발견된 일부 호모 하이델베르켄시스의 유골에서 데니소바인의 특징을 갖춘 유골이 존재한다는 것이 확인되기도 하였다.
2018년 국제 학술지 네이쳐에 네안데르탈인과의 두 인류종과의 1세대가 처음 발견되었다는 내용의 보고가 발표되었으며, 장소는 데니소바 동굴이다.
2019년 국제 학술지 네이쳐 1월30일자 발표에선 데니소바 동굴에서 발견된 데니소바 소녀의 DNA분석과 탄소측정과 100개이상의 지층에서 28만개의 사료분석을 통해 OSL연대측정을 해서 비교분석했다. 데니소바 동굴에서 인류는 43만년전부터 살았던 것으로 추정된다. 43만년전부터 2-3만년전까지 간헐적으로 데니소바인이 살았고 45만년전부턴 네안데르탈인이 살았으며 어느순간에 네안데르탈인과 데니소바인이 간헐적으로 교차사용했으며 13만년전에 최초로 네안데르탈인 어머니와 데니소바인을 아버지로 둔 아이가 태어난다. 2-3만년전을 기점으로 데니소바인은 사라지고 4만9000~4만3000년 사이에 후기구석기 유물이 발견된다. 후기구석기 유물은 현생인류만이 남겼다고 지금까지 알려졌다. 운이 좋게도 데니소바 동굴에서 데니소바인과 네안데르탈인 1대1 혼혈 화석이 발견되어 혼혈은 확실한 것으로 확정되었다.
네안데르탈인은 유럽에 주로 분포되어 있고 데니소바인은 아시아에 주로 분포되어 있는 것으로 추정된다.
2019년에는 티베트고원 바이시야 카르스트 동굴(Baishiya Karst Cave)에서 시베리아 데니소바 동굴 밖의 데니소바인이 처음으로 발견되었다. 이 아래턱 화석은 1980년에 발견되었으나 2019년에 이르러서야 DNA 분석 결과 데니소바인 화석인 것으로 동정되었다. 이 화석은 데니소바인이 아시아에 폭넓게 거주했다는 설과 티베트의 고산적응 유전자가 데니소바인에서 유래했다는 설을 지지하는 증거이다.

## 분류학
호모 사피엔스의 아종으로 보거나, 호모속의 별개의 종인 호모 데니소바(Homo denisova) 또는 호모 알타이엔시스(Homo altaiensis)가 제안되어 있다.

## 이종교배
현대 인류 유전체 분석 결과, 과거 네안데르탈인과 데니소바인이라는 두 고대 인류 집단과 교배가 있었음이 밝혀졌으며, 이러한 교배는 여러 차례 발생했음을 시사한다. 데니소바인, 네안데르탈인, 그리고 현대 인류 유전체를 비교 분석한 결과, 이들 계통 간에 복잡한 교배가 있었음이 밝혀졌다.

### 고대 인류
데니소바 동굴의 데니소바인 게놈의 무려 17%가 지역 네안데르탈인 인구의 DNA를 나타낸다.

### 현생 인류
2011년 연구에 따르면 파푸아인, 호주 원주민, 오세아니아인, 폴리네시아인, 피지인, 인도네시아 동부인, 필리핀 출신 아에타족에게서 데니소바인 DNA가 비교적 높은 수준으로 발견되었지만, 동아시아인, 인도네시아 서부인, 말레이시아 출신 자하이족, 안다만 제도 출신 옹게족에게서는 발견되지 않았다.

## 같이 보기
- 네안데르탈
- 구인류와 현생인류의 혼혈
- 현생 인류의 다지역 기원